# Haeckeliidae
Haeckeliidae is een familie van ribkwallen uit de klasse van de Tentaculata.

## Geslachten
- Haeckelia Carus, 1863